# Грищенко Володимир Олександрович (футболіст)
Володимир Олександрович Грищенко (нар. 20 березня 1972, Цесіс, Термез, Сурхандар'їнська область, Узбецька РСР) — Союз Радянських Соціалістичних Республік, російський та узбецький футболіст, нападник та півзахисник.

## Життєпис
Вихованець клубу «Сурхан», за який грав у 1989—1992 роках. За клуб у чемпіонаті Узбекистану зіграв 10 матчів і забив 1 м'яч. У 1993—1996 роках грав за аматорський клуб «Нива» (Слов'янськ-на-Кубані). У 1996 році перейшов у новоросійський «Чорноморець», який грав на той момент у вищій лізі. 3 липня 1996 року в матчі проти московського «Локомотива» дебютував у чемпіонаті Росії, в цій грі відзначився нереалізованим пенальті. Всього в чемпіонаті Росії зіграв 6 матчів. У 1997—2000 роках грав за команди з нижчих дивізіонів чемпіонату Росії. У сезоні 2000/01 років зіграв 14 матчів у Першій лізі України, представляючи сумський «Спартак», згодом зіграв декілька матчів за аматорський клуб «Угольок». У 2002 році закінчив кар'єру гравця. Останнім професійним клубом був «Біохімік-Мордовія».